# 101 Hudson Street
101 Hudson Street, también conocido como Merrill Lynch Building, en el vecindario Exchange Place de Jersey City, en el estado de Nueva Jersey (Estados Unidos), es el séptimo edificio más alto de Jersey City y el sexto más alto del estado. Terminado en 1992, tiene 42 pisos y alcanza una altura de 167 metros. Fue el segundo edificio más alto de Nueva Jersey después del Taj Mahal Casino Resort hasta que se completó 30 Hudson Street en 2004. El edificio fue diseñado por Brennan Beer Gorman / Architects LLP. Merrill Lynch y American International Group se encuentran entre los inquilinos.
Los pisos superiores tienen vistas despejadas de Manhattan hacia el este. Algunas vistas al sur incluyen la Bahía de Nueva York y la Estatua de la Libertad, mientras que otras incluyen 30 Hudson Street y los dos rascacielos residenciales de Hudson Greene.
El edificio alberga varios sitios de anidación de halcones peregrinos. El Departamento de Proyección Ambiental de Nueva Jersey, División de Pesca y Vida Silvestre, mantiene una Cámara Peregrine de Jersey City en algunos de los sitios del edificio.